# جوش توماس (لاعب كرة قدم أمريكية)
جوش توماس (بالإنجليزية: Josh Thomas)‏ هو لاعب كرة قدم أمريكية أمريكي، ولد في 3 مايو 1989 في سيدار هيل في الولايات المتحدة.

## وصلات خارجية
- جوش توماس على موقع إي إس بي إن.كوم (أن.أف.أل)3
- جوش توماس على موقع مرجع كرة القدم المحترفة.كوم (الإنجليزية)